# L'Académie Alice
L’Académie Alice (学園アリス, Gakuen Arisu) est un shōjo manga écrit et dessiné par Tachibana Higuchi. Il a été prépublié entre septembre 2002 et juin 2013 dans le magazine Hana to yume de l'éditeur Hakusensha, et a été compilé en un total de trente-et-un volumes. La version française est éditée par Glénat.
Une adaptation en série télévisée d'animation de 26 épisodes produite par les studios Group TAC et Aniplex a été diffusée entre octobre 2009 et mai 2010.

## Histoire
L'histoire tourmentée de Mikan Sakura, 10 ans, débute avec le déchirant départ de sa meilleure amie, Hotaru Imai, transférée dans une école spéciale pour les "Génies" à Tokyo. Déterminée à la retrouver malgré les sinistres rumeurs, Mikan découvre les sombres secrets de cette académie, où seuls ceux dotés d'un "Alice" sont admis, chacun possédant des pouvoirs uniques.
Sous l'influence du mystérieux professeur Narumi, Mikan pénètre dans cette prison dorée qui se révèle être bien loin de l'école parfaite qu'elle semblait être. Entre retrouvailles avec Hotaru, découverte de sa classe et de ses pouvoirs, Mikan plonge dans un monde de mensonges et de complots.
Son chemin croise celui de Natsume Hyûga, un garçon tourmenté, porteur de lourds secrets. Malgré des débuts houleux, une connexion se tisse, révélant que Mikan pourrait être la clé pour changer son destin. Les défis s'accumulent, les poussant à s'éloigner pour se protéger mutuellement.
Avec des amis tels que Luca Nogi et Inchô, Mikan s'attache à l'Académie malgré ses imperfections. Animée d'un enthousiasme inébranlable, elle se lance dans la quête de rendre le monde de l'Académie Alice meilleur, affrontant des ennemis puissants qui ne cessent de lui dévoiler un passé secret et enfoui. 
Dans cette aventure aux notes romantiques et confictuelles, Mikan découvre l'amitié, l'amour, et l'espoir au milieu des ténèbres.

## Personnages

### Personnages principaux
Mikan Sakura (佐倉 蜜柑, Sakura Mikan)
Voix japonaise : Kana Ueda, voix française : Karl-Line Heller
Mikan, née le 1er janvier (10 ans), son prénom signifie Mandarine, c'est l'héroïne de l'histoire et son Alice est celui de l'annulation (qu'elle hérite de son père). Sa classe est d'abord celle des pouvoirs spéciaux (SPE).
C'est une adorable enfant pleine de vie qui sourit souvent. Au fur et à mesure de l'histoire, ses sentiments à l'égard de Natsume évoluent. Elle aime beaucoup Hotaru, sa meilleure amie, et on découvre que sa mère est en réalité un des membres de l'organisation Z. Elle possède une deuxième Alice : L'Alice du vol (steal Alice), qui permet de voler un Alice et de le transformer en cristal d'Alice (pouvoir qu'elle hérite de sa mère). Mikan peut alors donner l'Alice volé à une autre personne ou même l'insérer dans le corps de cette personne si elle est "compatible" avec cet Alice. Elle peut voler une partie, ou alors la totalité de l'Alice voulu. Elle donnera ce nouveau pouvoir sous forme de cristal d'Alice (Pierre issue de son Alice d'annulation possédant le pouvoir de l'annulation) à Natsume, qui, en échange, lui donnera la sienne; on appelle cela l'échange de cristal ce qui est une promesse d'amour. Alors que, au début, tout le monde obéissait à Natsume, dès l'arrivée de Luna Koizumi c'est Mikan qui prend la place de leader de la classe. En effet, lorsque les élèves se rendent compte qu'ils ont été manipulés par l'Alice vampire de Luna, ils se tournent vers Mikan. Mikan est née chez Natsume, dont la mère, Kaoru Igarashi, était la meilleure amie de celle de Mikan, Yuka Azumi. Elle découvre la vraie façade de sa mère et l'identité de son père et de son oncle (qui n'est autre que le directeur du lycée) lors de son voyage dans le temps (grâce à l'Alice de Nodachi) avec Luca, Natsume et Hotaru. Elle aime beaucoup aussi la classe des SPE, classe spéciale où elle entraîne son Alice). La cuisine qu'elle fait est immangeable.
Quand elle a 16 ans, elle est victime d'une attaque contre les alices. Natsume et Narumi vont lui venir en aide et ce sera grâce au cristal qu'avait gardé Natsume qu'elle se souviendra d'une petite partie de ses souvenirs, qui ont du être effacés à cause du fait qu'elle était devenue une non Alice.
On peut voir qu'à la fin ils auront retrouvé Mikan et qu'elle et Natsume se marient.
Hotaru Imai (今井 蛍, Imai Hotaru)
Voix japonaise : Rie Kugimiya, voix française : Sandra Vandroux
Elle est la meilleure amie de Mikan. C'est une enfant calme et surdouée, son Alice est celui de l'invention. Elle appartient donc à la classe technique (TECH). Elle sera élue princesse fleur lors de l'épisode dans le Palais de la Directrice, dans lequel on découvrira l'existence d'Aoi, la petite sœur de Natsume. Elle tombera malade à cause d'une balle empoisonnée mais grâce à Mikan, Natsume, Luca, Tsubasa et Pingouin qui lui ont rapporté l'antidote nommé ZERO, elle guérira. Elle a un grand frère plus âgé qu'elle qui est un des représentants de l'académie au lycée (Subaru Imai). On apprend bien plus tard dans l'histoire qu'elle éprouve en réalité des sentiments pour Mikan et l'embrassera une fois. C'est une fille très sarcastique et qui semble être la rivale de Natsume pour les sentiments envers Mikan.
Natsume Hyûga (日向 棗, Hyuuga Natsume)
Voix japonaise : Romi Park, voix française : Marc Wilhelm
Un jeune garçon très doué qui est qualifié comme « génie » mais assez rebelle, son Alice est les flammes. Il fait partie de la classe des dangereux. Au début froid, ténébreux, rebelle, renfermé et vulgaire (pervers aussi), il finira par s'adoucir aux côtés de Mikan, dont il tombera amoureux. Il l'a d'ailleurs embrassé deux fois. La première par erreur, et la deuxième volontairement, en déclarant que c'était parce que Mikan ne considérait pas le premier comme un vrai ensuite plus tard dans la série il s'échangeront beaucoup de baiser dans le même chapitre. Il tient énormément à Luca, son meilleur ami d'enfance, et à Aoi, sa sœur. Il déteste beaucoup Tsubasa qu'il considère comme rival par jalousie et essayera plusieurs fois de le faire tomber alors que ce dernier portait Mikan dans ses bras. Il est également très attaché à Yoichi (YOYO), un garçon de trois ans de la classe "Dangereuse". Il offre son cristal d'Alice à Mikan le lendemain de la Saint-Valentin (pendant qu'elle dort), même si elle ne sait pas que la pierre vient de lui. Son Alice est limité, c'est-à-dire que plus il l'utilise, plus sa vie est raccourcie, ce qui crée chez lui de gros problèmes médicaux. Lors de l'arrivée de Luna Koizumi dans sa classe, il se renfermera à nouveau sur lui-même, et semblera même être à ses ordres, ce qui n'est pas pour plaire a Mikan. Son esprit occupera le corps de Luca puis de Hotaru lors de l'attaque terroriste à l'Académie et retrouvera le sien en croisant Natsume-Bear qui deviendra alors Hotaru-Bear.
Ce sera lui qui fera recouvrir une partie des souvenirs de Mikan à la fin. On voit à la fin du manga que plus tard ils se marieront.
Luca Nogi (乃木 流架, Nogi Ruka)
Voix japonaise : Miwa Yasuda, voix française : Elise Gamet
Meilleur ami de Natsume, son Alice lui permet de comprendre, parler et "contrôler" les animaux grâce à des phéromones animales. Il connait Natsume depuis qu'il a 8 ans. Il est très amoureux de Mikan, et déclare souvent qu'il ne veut "pas perdre contre son meilleur ami". Il est très attaché à Natsume et s'inquiète souvent pour lui. Il embrassera Mikan une fois, sur la joue. Il fait partie des physique (PHY) et tient toujours un lapin blanc dans les bras (appelé par Mikan, Lapinou). Son esprit occupera le corps d'Hotaru lors de l'attaque terroriste à l'Académie, lesquels ayant utilisé un produit Alice nommé Shuffle et qui permet de changer de corps avec une personne.
Il sera avec Natsume et les autres quand Mikan se souviendra d'une partie de ses souvenirs

### Personnages secondaires
Narumi Anju, dit Naru (鳴海・L・杏樹, Narumi・Eru・Anju)
Voix japonaise : Akira Ishida, voix française : Pascal Gimenez
Professeur à l'Académie, son Alice lui permet de contrôler les personnes grâce à des phéromones. C'est lui qui repère Mikan et qui l'invite à rejoindre l'académie. Dans sa jeunesse, il était amoureux de la mère de Mikan (Yuka), et c'est pour cela qu'il est si attaché à elle. Il a fait la promesse de toujours protéger l'académie comme elle le lui avait demandé avant de s'enfuir. Il sera contaminé par l'Alice de Persona car le directeur de primaire veut qu'il révèle l'alice de vol de Mikan mais Narumi ne veut pas et laisse son bras pourrir, Mikan le guérira en utilisant son Alice du vol. Il a l'air de beaucoup aimer Monsieur Misaki, et semble apprécier le fait de se faufiler dans la serre de ce dernier pour lui voler des légumes. Il est très important pour Mikan et l'aide beaucoup. Il est comme un père de substitution pour elle.
Yuka Azumi (安積 柚香, Azumi Yuka)
Yuka, née le 14 juillet (29 ans), est la mère de Mikan, et on apprend que Narumi est amoureux d'elle. Elle apparaît dans l'arc Z, et possède, comme Mikan, l'Alice du vol ainsi que celui de la téléportation. C'est elle qui dérobe l'Alice d'inchô dans l'arc Z mais aussi qui blesse Hotaru sans le faire exprès. Elle est toujours avec un autre personnage nommé Shiki car celui-ci est compatible avec tous les cristaux d'Alice, ainsi lui et Yuka forment un duo de choc car elle peut lui insérer tous les cristaux d'Alice qu'elle veut. Shiki est aussi amoureux de Yuka et, dans le passé, quand elle n'était encore qu'une élève, il lui a proposé de se fiancer avec elle. Yuka a refusé.Narumi et Shiki entretiennent une relation légèrement rivale, d'abord pour Yuka, tous les deux étant amoureux éconduits par elle, puis, plus tard, tous deux se considéreront comme le père adoptif de Mikan.
Luna Koizumi (小泉 月, Koizumi Luna)
C'est la dernière étudiante qui apparaît dans le manga. Elle a été envoyée par les hautes sphères de l'académie pour surveiller Mikan. Elle peut même donner des ordres à Persona. Elle semble parfois avoir des penchants sadiques et psychopathes. Cette dernière connait les parents de Natsume et de Mikan, car en réalité, elle a 29 ans et prend l'apparence d'une jeune fille de 12 ans grâce aux bonbons Gulliver.
Aoi Hyûga
C'est la sœur de Natsume. Elle possède l'Alice de feu, comme son frère, mais elle perdra son Alice ainsi que sa mémoire à la suite de l'incendie provoqué à cause d'un cristal de décuplement donné par Persona. Natsume, se sentira responsable et s'en voudra toute sa vie. Aoi sera enfermée sous le palais des Princesses Fleurs pour être utilisée sur Natsume comme moyen de chantage pour l'obliger à utiliser son Alice. Elle sera soignée par Personna qui profitera du fait qu'elle soit aveugle et qu'elle ne se souvienne de rien pour lui mentir sur la cause décuplée son accident. Plus tard, Mikan et Natsume délivreront Aoi et celle-ci rentrera chez elle (n'ayant plus d'Alice).
Tsubasa Ando (安藤 翼, Ando Tsubasa)
Voix japonaise : Makoto Naruse, voix française : Damien Laquet
Tsubasa possède l'Alice des ombres, il peut les manipuler. Il est le premier senpai de Mikan, leur première rencontre se fit alors que Mikan se faisait embêter par des collégiens, il l'aida en utilisant son Alice. Il est très proche de Mikan comme un grand frère. Il l'aida lors de l'arc Z. Il est amoureux de Misaki, une jeune fille de sa classe qui possède l'Alice du dopplegander (le décuplement de soi), dans une partie de l'histoire il demandera à Misaki si elle voudrait devenir sa petite-amie. Il est le meilleur ami de Kaname Sono, le créateur de Bear. Avec Misaki et Tonouchi, ils taquinent Luca, car il est amoureux de Mikan mais ne lui avoue pas.
Misaki Arada (原田 美咲, Harada Misaki)
Voix japonaise : Marina Inoue, voix française : Dany Beneditto
Misaki, née le 14 juin (14 ans), est le deuxième sempai que rencontre Mikan, elle possède l'Alice de dédoublement. Elle est amoureuse de Tsubasa Ando depuis le primaire et ne veut pas se l'avouer mais lorsqu'il lui demandera d'être sa petite copine, elle répondra qu'elle s'est toujours considérée comme telle. C'est une personne populaire, intelligente, jolie, déterminée et forte de caractère.
Yû Tobita, dit Inchô (飛田 裕, Tobita Yû)
Voix japonaise : Fuyuka Ooura, voix française : Justine Hostekint
C'est le délégué de la classe B de primaire, dans laquelle se trouvent Mikan et Hotaru, dont il est le partenaire. Il est un "triple", c'est-à-dire que son rang étoilé est l'un des plus élevés de l'Académie, tout comme Hotaru et Luca. Son Alice est celui de l'illusion. C'est une personne très douce et timide, il est très ami avec Mikan. Il est extrêmement intelligent et fait tout pour améliorer la vie dans la classe. Il est à l'Académie depuis ses 4 ans. Il a un côté très féminin, d'après l'auteur du manga.
Sumire Shoda, dit Bouclettes (正田 スミレ, Shôda Sumire)
Voix française : Chiwa Saito, voix française : Angélique Heller
C'est la présidente du fan club de Natsume et Luca, et la partenaire de Kokoroyomi. C'est grâce à elle qu'il sourit. Elle a son caractère. Son grand frère est un Alice technique qui apprécie beaucoup Hotaru et qui s'en est souvent pris à Natsume et à Mikan (surnommé " Tête de varech" par ces derniers). Elle s'oppose tout le temps à Mikan souvent par jalousie car elle est la présidente du fan club de Natsume et Luca, et, elle trouve que ces derniers sont trop proches de Mikan. Elle est hautaine et déteste Mikan au début du manga, mais elle s'alliera avec elle contre Z pour sauver Natsume. Elle possède l'Alice félicanin, elle a une constitution de chien et de chat. On découvrira à la fin qu'elle tient beaucoup à Mikan. Elle épousera Kokoroyomi.
Kokoroyomi, Kitsuneme, Anna Umenomiya, Nonoko Ogasawara
Ce sont des amis de la classe de Mikan. Kokoroyomi a l'Alice de lecture dans les pensées des gens. Il est le partenaire de Bouclettes et l'épousera plus tard. Kitsuneme est son fidèle acolyte et possède l'Alice de la lévitation. Anna, née le 2 mars (9 ans), a l'alice des effets secondaire de cuisine. Nonoko, née le 26 septembre (10 ans), possède l'alice des "drôles de potions". Anna et Nonoko sont amoureuse de M. Misaki.
Yura Otonashi (音無 由良, Otonashi Yura)
Voix japonaise : Junko Ueda
Yura, née le 4 avril (12 ans), est une jeune fille mature qui, à un moment de l'histoire, quittera le primaire avec 6 autres diplômés et ira en première année de collège. Son Alice est celui de l'oracle par la danse et de ce fait, on la considère comme un peu timbrée bien que ses prédictions se réalisent toujours.
Suishi Sakurano (櫻野 秀一, Sakurano Shūichi)
Voix japonaise : Atsushi Kisaichi
C'est un "principal", l'un des lycéens majors de l'Académie. Il est le meilleur ami du frère aîné d'Hotaru. Il possède trois Alice : celui de la téléportation, de l'intuition et de la télépathie. Il aide beaucoup Mikan. Quand Sakurano et Subaru étaient petits ils se bagarraient tout le temps, un jour ils ont rencontré Yuka qui fut leur sempai et leur donna son cristal d'Alice.
Subaru Imai (今井 昴, Imai Subaru)
Voix japonaise : Tokuyoshi Kawashima
Il est le représentant du groupe PSY, dont fait partie Inchô. C'est le frère aîné de Hotaru et ils sont constamment en rivalité. Pourtant il adore sa famille mais ne l'a jamais montré. Il possède l'Alice de guérison, et son contraire, qui lui permet d'enregistrer les douleurs des gens et de les transmettre à tierce personne. Il est à l'Académie Alice depuis qu'il a 5 ans. Son meilleur ami est Suishi Sakurano, même si quand ils étaient petits, ils se bagarraient tout le temps. Il donne son cristal d'Alice à Yuka, qui est alors son sempai.
Shizune Yamanouchi, dit Iris d'eau (山之内 静音, Yamanouchi Shizune)
La représentante du groupe Tech, dont fait partie Hotaru. Elle est la doyenne des princesses fleurs et la chouchoute de la directrice du collège, elle possède l'Alice de la tonalité. Ce pouvoir lui permet de contrôler l'esprit et la volonté des gens( des animaux, des plantes...etc) grâce aux sons qu'elle joue, émet ou grâce à sa voix.
Akira Tonouchi, dit Tono (殿内 明良, Tonouchi Akira)
Tono, né le 14 juin (18 ans), est le représentant des SPE, dont fait partie Mikan. Il est très proche d'elle, de Tsubasa et de Misaki (car il aime bien séduire mais il ne sait pas le faire). Il possède l'Alice de décuplement: c'est le contraire de celui de Mikan, au lieu de l'annuler il l'augmente. Il est considéré comme un coureur de jupons et un pervers.
Hijiri Goshima (五島 聖, Goshima Hijiri)
Représentant des PHY, la classe de Luca, il peut changer d'aspect à volonté. Il semble être un allié de Mikan mais c'est en réalité un traître car il est du côté du directeur du primaire qui l'a manipulé.La mort de Yuka est en partie de sa faute. Dans les deux derniers tomes on apprend que Goshima se fait pardonner.
Nobara Ibaragi (茨木 のばら, Ibaragi Nobara)
Nobara, née le 2 septembre (13 ans), est une collégienne très douce et timide qui possède un Alice de glace. Elle est constamment rejetée par les personnes autour d'elle, Persona était la seule personne qui l'acceptait avec Junko et Myori, jusqu'au jour où elle rencontre Mikan qui devient son amie. Dès lors, elle ne cessera de se battre pour elle. Elle a aussi une autre personnalité, lors des missions. Elle entre en transe au signal de Persona et devient alors très dangereuse. Elle épousera Persona et ils auront un enfant.
Rui Amane (周 瑠衣, Amane Rui)
Un jeune homme assez comique mais en réalité très dangereux, qui possède l'Alice de la malédiction. C'est lui qui a maudit Tsubasa et lui inflige une étoile de punition sur la joue, parce qu'il « l'aimait »(il est homosexuel). Il fait partie de la classe dangereuse et est très gentil avec Nobara habituellement, il n'aime pas les filles.
Yoichi Hijiri, dit Yo (聖 陽一, Hijiri Yōichi)
On traduit 'Hijiri' par 'sainte', Yoichi est un enfant saint.
Yoichi, né le 13 avril (3 ans), adore Natsume. Son Alice est la maîtrise des esprits malins. Mais, en mangeant un bonbon Gulliver dans le sous-sol du Palais des princesses fleurs pour sauver Mikan, il vieillit de 10 ans. Par la suite, les effets secondaires du bonbon lui donneront un second Alice qui lui permet de vieillir de 10 ans quand il veut mais gardera son esprit de petit enfant même s'il grandit de 10.
Hayate Matsudaira (松平 颯, Matsudaira Hayata)
Surnommé le Furet Faucheur, il a l'Alice du Vent. C'est un adversaire rapide et redoutable. Il tombe amoureux d'Hotaru en la prenant pour une héroïne de série télé et l'appelle Cool Bluesky.Hayate est le grand débile de la classe dangereuse.
Hajime Yakumo (八雲 一, Yakumo Hajime)
On traduit 'Hajime' par 'début' et 'Hajime Yakumo' par 'commencement', le commencement de la fin.
Un garçon sombre et mystérieux qui possède l'Alice des insectes et fait partie de la classe dangereuse.
Selina Yamada
Selina Yamada, née le 12 février (29 ans), est la sempai de Naru et Misaki. C'est la professeur d'anglais et des PSY. Elle a des chouchous en cours, comme Kokoroyomi et Kitsuneme. Son Alice est la voyance et elle évite quelques problèmes qu'ont Mikan et les autres.
Rei Celio, dit Persona
Voix japonaise : Shinichiro Miki
Rei Celio, né le 13 avril, est le professeur responsable des dangereux. Il possède un Alice qui fait tout "pourrir" sur son passage et de ce fait, se fait traiter de monstre. Il a eu une enfance difficile et possède des tas de bijoux de contrôle à cause de la mort du professeur Yukihira (le père de Mikan) dont il est à moitié responsable. Il est dangereux et il a failli tuer Mikan qui s'est guérie grâce à son Alice du vol. Il retient prisonnière Aoi et a une emprise mentale sur Nobara. Il est au service du machiavélique directeur du primaire. Mais il finit par passer du bon côté (comme l'a fait Luna plus tard), il aide Mikan a échapper à la SD et risque de mourir à tout moment et finit par partir de l’académie. Il se marira avec Nobara et ils auront un enfant.
Izumi Yukihira, dit Yukky (行平 泉水, Yukihira Izumi)
On traduit 'Izumi' par 'Fontaine', Izumi était aussi joyeux qu'une fontaine (deff. Il ne s'arretait jamais d'être joyeux)
C'est le père de Mikan, mais il est décédé avant même la naissance de celle-ci. C'était aussi le professeur des élèves à capacité spécial (appelés plus tard "les dangereux "), lorsqu'il travaillait pour l'académie. Son Alice est celui de l'annulation. Il était plus âgé que Jinno qu'il appelait lunetor. Izumi faisait partie d'un gang avant. Il a un frère qu'il n'a jamais rencontré car son frère est le directeur du lycée (le directeur et Izumi ont environ 20 ans de différence). Izumi rencontre pour la première fois son frère à l'âge de 22 ans.
Kaname Sono
Voix japonaise : Sanae Kobayashi
On traduit 'Kaname' par 'Nécessaire' , un adjectif califiant son besoin de créer et de donner la vie aux peluches.
Kaname, né le 16 janvier, a 13 ans. Son Alice est d'insuffler une âme aux poupées qu'il crée (âmes aux peluches), mais plus il les utilise, plus sa vie est réduite. Tsubasa, son meilleur ami, est très inquiet pour lui. Il en a parlé à Mikan, elle a essayé de le faire arrêter mais il lui fait comprendre que c'est, d'après lui, tout ce qu'il a. Mr. Bear (le gardien de la forêt du Nord) est la première peluche qu'il a créée. A la fin, Mikan deviendra la meilleure amie de Bear (après de mainte reprise). Kaname est d'un tempérament joyeux, calme et réfléchi.
Kazumi Yukihira, dit Kazu
On traduit 'Kazumi' par 'Ombre', Nom ayant un rapport avec son Alice de jouvence.
C'est le frère du père de Mikan. C'est aussi le directeur du lycée. Il a deux Alice : celui de jouvence et celui de détection des Alice. Il se « bat » depuis bien longtemps contre le directeur du primaire et ses idéaux malsains. Kazumi a fait rentrer son frère dans l'académie justement pour accomplir cette tache et s'en veut terriblement de l'avoir fait entrer à l'académie, car il se sent responsable de la mort de son frère.
Monsieur Noda (野田, Noda)
Voix japonaise : Mamoru Miyano
On traduit 'Noda' par 'c'était' , c'est une conjugaison ayant un rapport avec son Alice.
Né le 15 août (32 ans), il est professeur d'histoire au lycée et des SPE. Il est très aimé des élèves, vu qu'il les laisse souvent travailler tout seuls. Il a l'air d'un ange, il apparaît souvent car il a un grand rôle dans le cœur de l'intrigue. Son Alice lui permet de voyager dans le temps, mais à cause de son bracelet de contrôle que lui a donné Kuonji il ne le contrôle soi-disant pas mais s'entraîne en secret pour contourner le contrôle de son bracelet.
Principal Kuonji
C'est le principal antagoniste de la série. Manipulateur et machiavélique, son ambition et sa soif de pouvoir en font quelqu'un de très dangereux. Directeur du primaire, il a l'apparence éternelle d'un enfant, car Yuka, pour venger la mort de l'homme qu'elle aime (Yukky), lui à inséré deux cristaux d'Alice dévastateurs lorsqu'ils sont insérés ensemble : le cristal de Persona (la pourriture suivie de la mort) et celui de Yukihira Izumi (l'annulation), le père de Mikan. Dès lors, il est condamné à garder cette apparence, perdant celle d'un homme élégant d'une trentaine d'années mais gardant une rancune tenace envers celle qu'il poursuit à présent sans relâche. Il reprend espoir lorsqu'on découvre l'Alice de Vol de Mikan, lui qui la force à intégrer la classe des Dangereux. "Collectionneur" d'Alices tous plus rares les uns que les autres (et lui étant utiles), il possède, quant à lui, l'Alice de Clonage, qui est aussi rare que l'Alice de Vol ou d'Annulation et qui lui permet d'étendre habituellement son emprise sur le monde des affaires internationales, ce qui en fait un homme extrêmement puissant et influent. Le patron de Z est le clone d'un de ses clones.

## Univers
L'Académie Alice est située quelque part à Tokyo (mais dans l'anime, elle est à côté d'un immeuble avec un gros gorille dessus). Le domaine de l'école est immense. L'Académie possède trois niveaux d'éducation (primaire, collège et lycée), comprenant un hôpital, un bâtiment central et un centre commercial, Central Town, où les magasins sont tenus par des artisans possédant un Alice, et qui vendent des choses faites ou fabriquées à l'aide de leur Alice. Dans Central Town, tout est made in Alice. La ville natale de Mikan est prés de Kyoto.
L'école possède également un système de monnaie : Le Rabbit (Rt). Un Rabbit vaut 100 yens. Cependant, dans le manga, l'école utilise les yens. Il y a quatre forêts entourant le domaine, le plus visité dans la version du manga étant les bois nordiques où le terrible « M. Bear », un ours en peluche qui est très fort, réside.
La communication vers l'extérieur est limitée dans l'Académie. Même l'envoi de lettres est limité par une fois tous les très longtemps. La raison : à cause de leur pouvoirs, les enfants possédant des Alice sont des proies parfaites pour les enlèvements ou le travail pour esclaves. Les tentatives d'évasion sont découragées par d'impressionnant système de sécurité (comme la sécurité lourde et les barrières électrifiées).
Cependant, les élèves modèles (honor student) et ceux qui réussissent à atteindre le plus haut résultat à leurs examens ont le privilège d'aller voir la personne de leur choix pour une visite d'une semaine. Les étudiants qui sont « en dessous » lors des examens finaux obtiennent d'autres avantages tout aussi bien, comme des tickets repas gratuit et des certifications, de l'argent et un week-end autorisé au centre commercial.

### Les «types» d'Alice
1. Classe des capacités psychique, dite « PSY » : 
 La plupart des élèves de l'école sont dans cette classe. Les Alice qui y sont présents sont les plus traditionnels, aussi connus comme « super pouvoirs ». C'est la classe la plus normale, les élèves sont aussi les plus sérieux dans leur travail. Les professeurs de cette classe sont M. Jinno (Jin Jin) et Mlle Selina. Exemples d'Alice : lévitation, lecture dans les pensées, illusion, kinésithérapie, etc. Yù fait partie de cette classe.
2. Classe des capacités technologiques et créatives ou classe de technologie, aussi appelée " TECH": 
 Comme son nom l'indique, les Alices de ce type sont basés sur la technologie, la recherche ou la création d'objets. La plupart des élèves sont concentrés sur leur propre travail, ce qui en fait la classe la plus silencieuse. Le professeur de cette classe est M. Misaki. Exemples d'Alice : Chimie, cuisine, invention, etc. Hotaru fait partie de cette classe.
3. Classe des capacités physiques, ou « PHY »: 
 Les Alice de cette classe sont basées sur le corps des humains, animaux, ou autre chose vivante, comme par exemple les phéromones animales (la personne a une affinité très forte avec les animaux). Le professeur de cette classe est M. Narumi (Naru). Exemple d'Alice : phéromones animales, phéromones humains, chat-chien, etc. Ruca fait partie de cette classe.
4. Classe des capacités spéciales, ou "SPÉ": 
 Fondamentalement, cette classe est pour les étudiants avec des Alices qui ne s'adaptent pas exactement avec l'une des trois autres classes. Leurs puissances sont différentes et la classe est mélangée. La spécialité de la classe peut être décrite comme chaotique ou particulière. Une partie des Alices les plus rares appartiennent à cette classe. Quelques exemples d'Alices incluent le Doppelganger, la manipulation d'ombre ou encore l'annulation. Cette classe est considérée par les autres élèves comme celle qui rassemble les "loosers" de l'Alice. Le professeur de cette classe est M. Nodachi (Noda). Mikan fait partie de cette classe.
5. Classe des capacités dangereuses : 
 Elle est considérée comme étant une classe à part. Les Alices de cette catégorie peuvent être considérées comme faisant partie d'un des types ci-dessus, mais certaines caractéristiques de leurs alices les rendent dangereuses pour l'école, on les appelle les "dangereux". Cette classe est très différente de toutes les autres et pourrait également être décrite comme occulte. Les élèves de cette classe sont envoyés en mission pour l'académie et le gouvernement et sont considérées comme "à ne pas fréquenter". Leur professeur principal est Persona. Exemple : Manipulation du feu, Alice de glace incontrôlable, malédiction, la maîtrise des esprits malins, etc. Natsume fait partie de cette classe.

### Les formes d'Alice
Il existe quatre formes d'Alice différentes, qui indiquent la quantité d'Alice qu'on peut utiliser, ainsi que le temps pendant lequel on l'utilise.
- Enfance : L'Alice apparait brusquement et finit par disparaître pour ne plus revenir lorsque l'enfant arrive à l'âge adulte.
- Diffuse : L'Alice est toujours utilisable, mais à un très bas niveau de pouvoir.
- Indéterminée : L'Alice peut être utilisé pendant une très courte période, mais à un très haut niveau. Cette catégorie possède une réserve de pouvoir qui, une fois épuisée, entraine la disparition de l'alice. Il existe cependant un moyen d'échaper à une perte totale d'Alice en se faisant amplifier ce qu'il nous reste (cela demande toutefois une excellente compatibilité avec l'alice de décuplement)
- Limitée : L'Alice est utilisé autant qu'on le veut, mais la vie de l'utilisateur est réduite à chaque utilisation, jusqu'à sa mort. On dit aussi « épuisement ». C'est une forme d'Alice relativement rare.

### Le rang étoilé
Le « star-ranking » (en français : le rang étoilé) est un système d'évaluation utilisé par l'académie afin de juger le niveau d'Alice d'un élève et son attitude en classe.
Il existe cinq niveaux qui sont indiqués par le nombre d'étoiles dorées cousues sur l'uniforme de l'élève.
1. No star/sans étoile/nothing : Les élèves en dessous du lot. Ce classement est normalement donné aux maternels.
2. Single (simple) : Les étudiants qui sont dans la moyenne. La plupart des enfants de niveau élémentaire ont ce classement.
3. Double : Étudiants qui sont au-dessus de la moyenne mais qui ne sont pas exceptionnellement brillants dans leurs études, ou dans l'utilisation de leur Alice.
4. Triple : Étudiants qui habituellement sont considérés en tant que « modèle » et tendent à exceller dans leurs études ou à l'utilisation d'Alice, ou encore les deux.
5. Major/Spécial: Élèves considérés comme l'élite de l'élite. Ils ne possèdent qu'une étoile, mais celle-ci est entourée par un cercle (on en voit très peu dans l'anime). Ceux qui excellent dans leur Alice et, qui ne s'inquiètent pas de leurs études. En bref, ce sont des génies. Également connus en tant que « principaux étudiants. »

C'est en fonction de ce classement que les élèves reçoivent leur récompense mensuelle :
1. Sans étoile : 5 Rabbits (500 yens, soit environ 3,5 €)
2. Simple : 30 Rabbits (3000 yens, soit environ 25 €)
3. Double : 50 Rabbits (5000 yens, soit environ 44 €)
4. Triple : 100 Rabbits (10 000 yens, soit environ 90 €)
5. Major : 300 Rabbits (30 000 yens, soit environ 250 €)

Ainsi que leurs chambres (de véritables palaces pour les Major, de véritables taudis pour les sans étoiles qui ne sont pas en maternelle) et leurs repas (plusieurs plats remplis de mets délicieux pour les Major, un bol de riz couronné d'une algue noire pour les sans étoiles qui ne sont pas en maternelle)
de plus, les tâches aussi sont réparties selon ce rang (les sans étoiles (pas en maternelle) doivent faire la vaisselle, nettoyer les poubelles "reuh", laver l'horloge du clocher)
Il existe une autre manière de gagner des étoiles :
1. Pour une étoiles : 5 "bien" (autrement dit cinq 20/20)
2. Pour la deuxième étoile : 6 "bien" et 3 "parfait" (autrement dit six 20/20 plus trois"vert")
3. Pour la troisième étoile :10 "bien" et 5 "parfait" (autrement dit dix 20/20 plus cinq "vert")
4. Pour l'étoile de l'élite :20 "bien" et 20 "parfait" (autrement dit vingt 20/20 plus vingt "vert")

### La fête de l'Alice Académie
La fête de l'Académie Alice dure 4 jours. Elle est clôturé par le grand bal qui se termine par la dernière danse, autour de laquelle il y a un engouement en rapport à ce qui semble être une sorte de prophétie. Durant la fête, les élèves de chaque groupe doivent créer un stand. Un prix est décerné au meilleur stand. Le groupe qui le remporte gagne 10 000 Rabbits (1 000 000 yens, soit 9 000 €) et 60 bons pour le restaurant. Ce sont les TECH qui ont gagné le prix cinq fois d'affilée grâce à Hotaru.

### Les «contrôles» ou punitions
Il existe des objets spéciaux (des bijoux pour la plupart) adaptés spécialement pour un élève. Ils sont portés sur la tête, les bras, les mains, la plupart du temps, et émettent des signaux. Ces objets servent à sceller l'Alice, ou bien à contenir ces pouvoirs. Certains sont utilisés pour punir un élève (comme le masque de chat pour Natsume), et si ce dernier désobéit une nouvelle fois, il reçoit une décharge électrique dans tout le corps. La punition varie selon l'accessoire utilisé et sa puissance. Ces objets ne peuvent être enlevés que par celui qui les a posé.
Exemple : Natsume possède des boucles fondues dans ces oreilles, afin de contrôler son Alice.

## Manga
La série a été prépubliée dans le magazine Hana to yume entre le 5 septembre 2002 et le 20 juin 2013. L'auteur avait annoncé en octobre 2010 que la série entrait dans son arc final. Le premier volume relié est sorti en février 2003, et le trente-et-unième et dernier en septembre 2013. La version française est éditée par Glénat depuis septembre 2007.

## Anime
La série télévisée d'animation de 26 épisodes a été produite par les studios Group TAC et Aniplex, et diffusée entre octobre 2004 et mai 2005. Il adapte les six premiers volumes du manga. En France, Déclic Images édite le coffret DVD de la série en version originale sous-titrée.

### Liste des épisodes
| No | Titre français                                       | Titre japonais                | Titre japonais                       | Date de 1re diffusion |
| No | Titre français                                       | Kanji                         | Rōmaji                               | Date de 1re diffusion |
| -- | ---------------------------------------------------- | ----------------------------- | ------------------------------------ | --------------------- |
| 1  | L'école va fermer                                    | 学校がなくなっちゃう☆         | Gakō ga nakunachau ☆                 | 30 octobre 2004       |
| 2  | Bienvenue à l'académie Alice                         | ようこそ☆アリス学園へ         | Yōkoso ☆ Alice Gakuen e              | 6 novembre 2004       |
| 3  | Je ne perdrai pas face aux Alice                     | アリスなんかにまけてたまるか☆ | ALICE nankani maketetamaruka ☆       | 13 novembre 2004      |
| 4  | C'est mon Alice                                      | 「これがウチのアリス☆         | Kore ga uchi no ALICE☆               | 20 novembre 2004      |
| 5  | Le classement des Alice est sévère                   | 星階級はシビアやなぁ☆         | Hoshi kaikyu wa SEVERE yanaa☆        | 27 novembre 2004      |
| 6  | Je suis dans la classe des laissés pour compte?      | うちはみそっかす系☆？         | Uchi wa misokkasu kei ☆?             | 4 décembre 2004       |
| 7  | On ne perdra pas à l'Alice prisonnier                | 負けへん☆アリスドッジ         | Makehen☆ ALICE DODGE                 | 11 décembre 2004      |
| 8  | Je veux voir mon grand-père                          | じーちゃんに会いたい          | Ji-chan ni aitai☆                    | 18 décembre 2004      |
| 9  | Je vous adore, Mlle Hotaru                           | 大好き☆蛍様                   | Daisuki☆Hotaru-sama                  | 8 janvier 2005        |
| 10 | Central Town, c'est génial                           | うきうき☆セントラルタウン     | Ukiuki☆CENTRAL TOWN                  | 15 janvier 2005       |
| 11 | Je m'entraine dur pour contrôler mon Alice           | ただいまアリス☆特訓中         | Tadaima Alice☆tokkunchū              | 22 janvier 2005       |
| 12 | La fête de l'école                                   | 学園祭がやってくる☆           | Gakuensai ga yatte kuru☆             | 29 janvier 2005       |
| 13 | À la poursuite de la Superstar                       | トップ☆スターを追いかけろ     | TOP☆STAR o oikakero                  | 5 février 2005        |
| 14 | Sauvez Natsume !                                     | 棗を取り戻せ☆                 | Natsume o torimodose ☆               | 12 février 2005       |
| 15 | Rentrons à l'école                                   | 学園へ帰ろう☆                 | Gakuen e kaero☆                      | 19 février 2005       |
| 16 | Défi dans le labyrinthe. La lampe magique            | 迷路で勝負☆魔法のランプ       | Meiro de shōbu ☆ Mahō no RANPU       | 26 février 2005       |
| 17 | Le secret de Hotaru                                  | 蛍のひみつ☆                   | Hotaru no himitsu ☆                  | 5 mars 2005           |
| 18 | Seuls dans le noir                                   | 暗闇で☆ふたりきり             | Kurayami de ☆ Futarikiri             | 12 mars 2005          |
| 19 | Lever de rideau. Belle Blanche Neige au Bois Dormant | 開演☆眠れる森の白雪姫         | Kaien ☆ Nemureru mori no Shirayukime | 19 mars 2005          |
| 20 | Qui vais-je inviter pour la dernière danse ?         | ラストダンスは誰と☆           | Rasuto Dansu wa dare to ☆            | 26 mars 2005          |
| 21 | Je veux le prix d'excellence                         | 目指せ☆優等生賞               | Mezase ☆ Yūtōseishō                  | 2 avril 2005          |
| 22 | L'ours et le Prince                                  | ベアと王子様☆                 | Bear to Ōjisama ☆                    | 9 avril 2005          |
| 23 | Le cirque arrive                                     | サーカス☆がやって来た         | Saakasu ☆ ga yattekita               | 16 avril 2005         |
| 24 | M.Narumi est un menteur                              | 鳴海先生の嘘つき☆             | Narumi sensei no usotsuki☆           | 23 avril 2005         |
| 25 | Il faut sauver l'école                               | 学園を取り戻せ☆               | Gakuen o torimodose☆                 | 7 mai 2005            |
| 26 | L'amitié est éternelle                               | 友情は☆エンドレス             | Yūjō wa ☆ENDORESU                    | 14 mai 2005           |

### Génériques
Générique d'ouverture
Pikapika no Taiyou (Shining Sun) interprété par Kana Ueda.
Générique de fin
Shiawase no Niji (Rainbow of Happiness) interprété par Kana Ueda et Rie Kugimiya.

## Produits dérivés
Plusieurs drama CD ont été édités par Sony Music Entertainment Japan,,. Des fanbooks officiels, ainsi que plusieurs jeux vidéo sont également sortis au Japon.

### Documentation
- Bruno Pham, « L'Académie Alice », dans Manga 10 000 Images no 3, Versailles : Éditions H, septembre 2010, p. 177-180.